# Jeon
Jeon (tiếng Hàn: 전) là tên gọi chung cho các loại cá, thịt, rau củ đã được nêm sẵn sau đó chiên lên cùng bột và trứng. Jeon có thể được làm từ cá, thịt, gà vịt, hải sản, rau, được ăn như món khai vị, món ăn kèm (banchan), hay ăn kèm với rượu (anju). Một số loại jeon có vị ngọt, ví dụ như hwajeon (bánh hoa). Tại Việt Nam có thể gọi nôm na là các món rau, thịt, cá sử dụng bột chiên.

## Tên gọi
Mặc dù jeon có thể được coi là một dạng của buchimgae theo nghĩa rộng hơn, nhưng hai món này lại không giống nhau.
Jeon còn có thể được gọi là jeonya (저냐), đặc biệt trong nền ẩm thực cung đình Triều Tiên. Món này còn có các tên gọi khác như jeonyueo (전유어) hay jeonyuhwa (전유화)
Các món jeon dùng để cúng trong ngày giỗ gia tiên được gọi là gannap (간납), thường được làm từ gan bò, dạ lá sách hay cá

## Các loại
Hầu như tất cả các jeon đều được nêm nếm, áo bột mì và trứng , sau đó được áp chảo.

### Thịt
Các loại jeon làm từ thịt đỏ và gà vịt được dùng rộng rãi trong ẩm thực cung đình Triều Tiên, còn các loại jeon bình dân thường có thêm một ít rau. Yukjeon (육전 bánh thịt) là tên gọi chung cho các món jeon có thịt.
- Deunggol-jeon ( 등골전  ) - làm bằng tủy sống thịt bò.
- Donggeurang-ttaeng (동그랑땡 ) - làm từ thịt bò hay thịt lợn bằm với đậu phụ, hành lá và các loại rau trộn (namul).
- Còn có một món jeon nổi tiếng được làm từ thịt cắt lát mỏng rồi nhúng qua bột và trứng tại Hawaii là meat jun.

#### Ẩm thực cung đình hoàng gia
- Chamsae-jeonya ( 참새저냐  ) - làm bằng thịt chim sẻ.
- Cheonyeop-jeonya ( 처녑저냐  ) - làm bằng dạ lá sách bò.
- Daechang-jeonya ( 대창저냐  ) - làm bằng lòng bò luộc.
- Dak-jeonya ( 닭저냐  ) - làm bằng thịt gà.
- Gan-jeonya ( 간저냐  ) - làm bằng gan bò hoặc heo.
- Gogi-jeonya ( 고기저냐  ) - làm bằng thịt bò thái mỏng hoặc băm nhuyễn.
- Gol-jeonya ( 골저냐  ) - làm bằng óc hoặc tủy sống bò được luộc và thái lát .
- Jeyuk-jeonya ( 제육저냐  ) - làm bằng thịt lợn thái lát mỏng.
- Mechuri-jeonya ( 메추리저냐  ) - làm bằng thịt chim cút xắt mỏng.
- Nogyuk-jeonya ( 녹육저냐  ) - làm bằng thịt nai xắt mỏng.
- Saengchi-jeonya ( 생치저냐  ) - làm bằng thịt gà lôi .
- Satae-jeonya ( 사태저냐  ) - làm bằng thịt bắp bò xắt lát
- Seonji-jeonya ( 선지저냐  ) - làm bằng huyết luộc
- Soeseo-jeonya ( 쇠서저냐  ) - làm bằng lưỡi bò xắt lát mỏng.
- Yang-jeonya ( 양저냐  ) - làm từ lòng bò xắt mỏng
- Yangyuk-jeonya ( 양육저냐  ) - làm bằng thịt cừu xắt mỏng

### Hải sản
Saengseon-jeon ( 생선전  , "fish jeon ") là một cái tên chung cho bất kỳ jeon làm bằng cá.
Haemul-jeon ( 해물전  , " jeon hải sản") bao gồm các loại jeon được làm từ cá hay sò, tôm và bạch tuộc .
- Daeha-jeon ( 대하전 ) - làm bằng tôm thịt .
- Guljeon ( 굴전 ) - làm bằng hàu. Được gọi là gul-jeonya ( 굴저냐 ) trong ẩm thực cung đình Triều Tiên.
- Haesam-jeon ( 해삼전 ) - làm bằng hải sâm khô và ngâm, thường có thêm thịt bò xay và đậu phụ. Cũng được gọi là mwissam ( 뮈쌈).
- Saeu-jeon ( 새우전  ) - làm bằng tôm bóc vỏ. Được gọi là saeu-jeonya ( 새우저냐 ) trong ẩm thực cung đình Triều Tiên .
- Daegu-jeon (대구 전) - làm bằng cá tuyết .

#### Ẩm thực cung đình Triều Tiên
- Baendaengi-jeonya ( 밴댕이저냐) - làm bằng cá trích vảy xanh .
- Baengeo-jeonya ( 뱅어저냐) - được làm bằng cá mồi trắng
- Bajirak-jeonya ( 바지락저냐) - làm bằng nghêu Nhật.
- Bangeo-jeonya ( 방어저냐) - làm bằng cá cam muối sắt mỏng.
- Biut-jeonya ( 비웃저냐 ) - làm bằng cá trích .
- Bok-jeonya ( 복저냐 ) - làm bằng cá nóc .
- Bugeo-jeonya ( 북어저냐 ) - làm bằng cá pollock khô.
- Bungeo-jeonya ( 붕어저냐 ) - làm bằng cá diếc thái lát mỏng.
- Bure-jeonya ( 부레저냐 ) -  làm bằng bong bóng cá đù nhồi thịt cá đù với thịt bò bằm.
- Daegu-jeonya ( 대구저냐 ) - làm bằng cá tuyết thái lát mỏng.
- Domi-jeonya ( 도미저냐 ) - làm bằng cá tráp biển xắt lát mỏng.
- Gajami-jeonya ( 가자미저냐 ) - làm bằng thịt cá bơn xay với bột mì và hành lá xắt nhỏ.
- Garimat-jeonya ( 가리맛저냐 ) - làm bằng ốc móng tay .
- Ge-jeonya ( 게저냐  ) - làm bằng cua nguyên con.
- Godeungeo-jeonya ( 고등어저냐 ) - làm bằng cá sa ba xắt lát mỏng.
- Iri-jeonya (이리저냐 ) - làm bằng tinh hoàn cá muối.
- Jogae-jeonya ( 조개저냐  ) - làm bằng sò .
- Junchi-jeonya ( 준치저냐  ) - làm bằng cá đé .
- Mikkuri-jeonya ( 미꾸리저냐  ) - làm bằng cá chạch bùn muối
- Mineo-jeonya ( 민어저냐  ) - làm bằng cá đù xắt lát mỏng.
- Myeolchi-jeonya ( 멸치저냐  ) - làm bằng cá cơm muối.
- Nakji-jeonya ( 낙지저냐  ) - làm bằng bạch tuộc đã lột da xắt mỏng.
- Neopchi-jeonya ( 넙치저냐  ) - làm bằng cá bơn vỉ cắt lát mỏng.
- Samchi-jeonya ( 삼치저냐  ) - làm bằng cá thu Nhật Bản muối xắt lát mỏng.
- Ssogari-jeonya ( 쏘가리저냐  ) - làm bằng cá rô .
- Sungeo-jeonya ( 숭어저냐  ) - làm bằng cá đối xắt lát mỏng.
- Yeoneo-jeonya ( 연어저냐  ) - làm bằng cá hồi xắt lát mỏng.

### Rau và nấm
Chaeso-jeon ( 채소전) là một cái tên chung cho những món jeon làm bằng rau.
- Gamja-jeon ( 감자전  ) - làm bằng khoai tây xắt nhỏ. Cũng có thể được làm bằng khoai tây bào, ép lấy nước rồi trộn với tinh bột khoai tây và rau củ.
- Pajeon ( 파전  ) - làm bằng hành lá. Dongnae-pajeon thì được làm bằng hành lá nguyên cọng. Còn nếu thêm hải sản vào thì được gọi là haemul pajeon
- Deodeok-jeon ( 더덕전  ), làm bằng sa sâm .
- Dubu-jeon ( 두부전  ) - làm bằng đậu phụ thái lát. Gọi là dubu-jeonya  (두부저냐) trong ẩm thực cung đình Triều Tiên.
- Gaji-jeon ( 가지전  ) - làm bằng cà tím thái lát mỏng.
- Gam-jeon ( 감잎전  ) - làm bằng lá mềm của quả hồng .
- Gochu-jeon ( 고추전  ) - làm bằng ớt xanh bỏ hạt nhồi thịt xay và đậu phụ.
- Gosari-jeon ( 고사리전  ), được làm bằng dương xỉ .
- Gugyeop-jeon ( 국엽전  ) - làm bằng lá hoa cúc.
- Hobak-jeon ( 호박전  ), làm bằng bí ngòi Hàn Quốc thái lát mỏng
- Mukjeon 묵전  ) - được làm bằng muk( thạch làm từ bột hạt dẻ, kiều mạch, đậu xanh) cắt lát mỏng. Được gọi là muk-jeonya ( 묵저냐  ) trong ẩm thực cung đình Triều Tiên.
- Pyogo-jeon ( 표고전  ), làm từ nấm hương và thịt bò xay.
- Samsaekjeon ( 삼색전  ) - làm từ nấm, ớt xanh và hành tây .
- Ssukjeon ( 쑥전  ) - làm bằng ngải cứu .
- Baechu-jeonya ( 배추저냐  ) - làm bằng phần trắng của cải thảo hoặc kim chi rửa sạch trộn với thịt bò xay.
- Baekhap-jeonya ( 백합저냐  ) - làm bằng củ hoa loa kèn xắt lát.
- Beoseot-jeonya ( 버섯저냐  ) - làm bằng nấm thái lát.
- Bibimbap-jeonya ( 비빔밥저냐  ) - làm bằng một hoặc hai thìa cơm trộn bibimbap .
- Doraji-jeonya ( 도라지저냐  ) - làm bằng rễ hoa cát cánh ngâm và xé nhỏ.
- Gangnangkong-jeonya ( 강낭콩저냐  ) - làm bằng đậu chưa chín.
- Seogi-jeonya ( 석이저냐  ) - làm bằng mộc nhĩ to.
- Songi-jeonya ( 송이저냐  ) - làm bằng nấm tùng nhung .
- Yangpa-jeonya ( 양파저냐  ) - làm bằng hành tây thái lát.
- Yeongeun-jeonya 연근저냐  ) - làm bằng củ sen bào và vắt bỏ nước.

### Hoa
Hwajeon ( 화전 )) là cái tên chung cho những món jeon làm bằng hoa ăn được . Hwajeon có mật ong nên có vị ngọt. Jeon làm bằng táo tàu đôi khi được gọi là hwajeon .
- Chijahwa-jeon ( 치자화전  ) - làm bằng hoa dành dành .
- Gukhwa-jeon ( 국화전  ) - làm bằng hoa cúc .
- Jangmi-hwajeon ( 장미화전  ) - làm bằng hoa hồng .
- Jindallae-hwajeon ( 진달래화전  ) - làm bằng hoa đỗ quyên. Jindallae-hwajeon là một món đặc biệt gắn liền với lễ Thượng Tị .
- Okjamhwa-jeon ( 옥잠화전  ) - làm bằng nụ hoa ngọc trâm.

## Ảnh

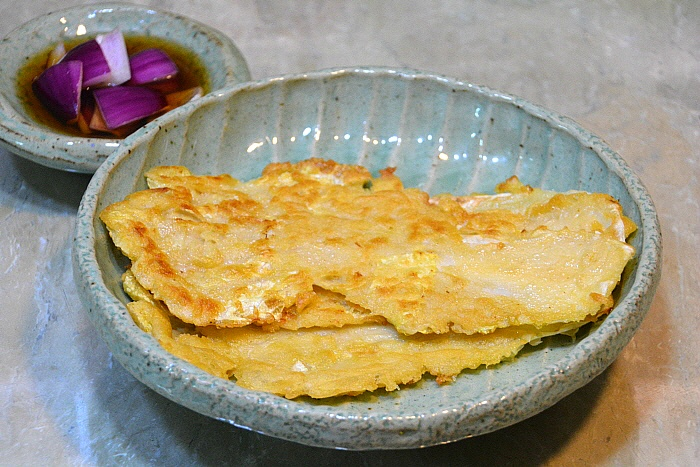
Baechujeon (cải thảo)
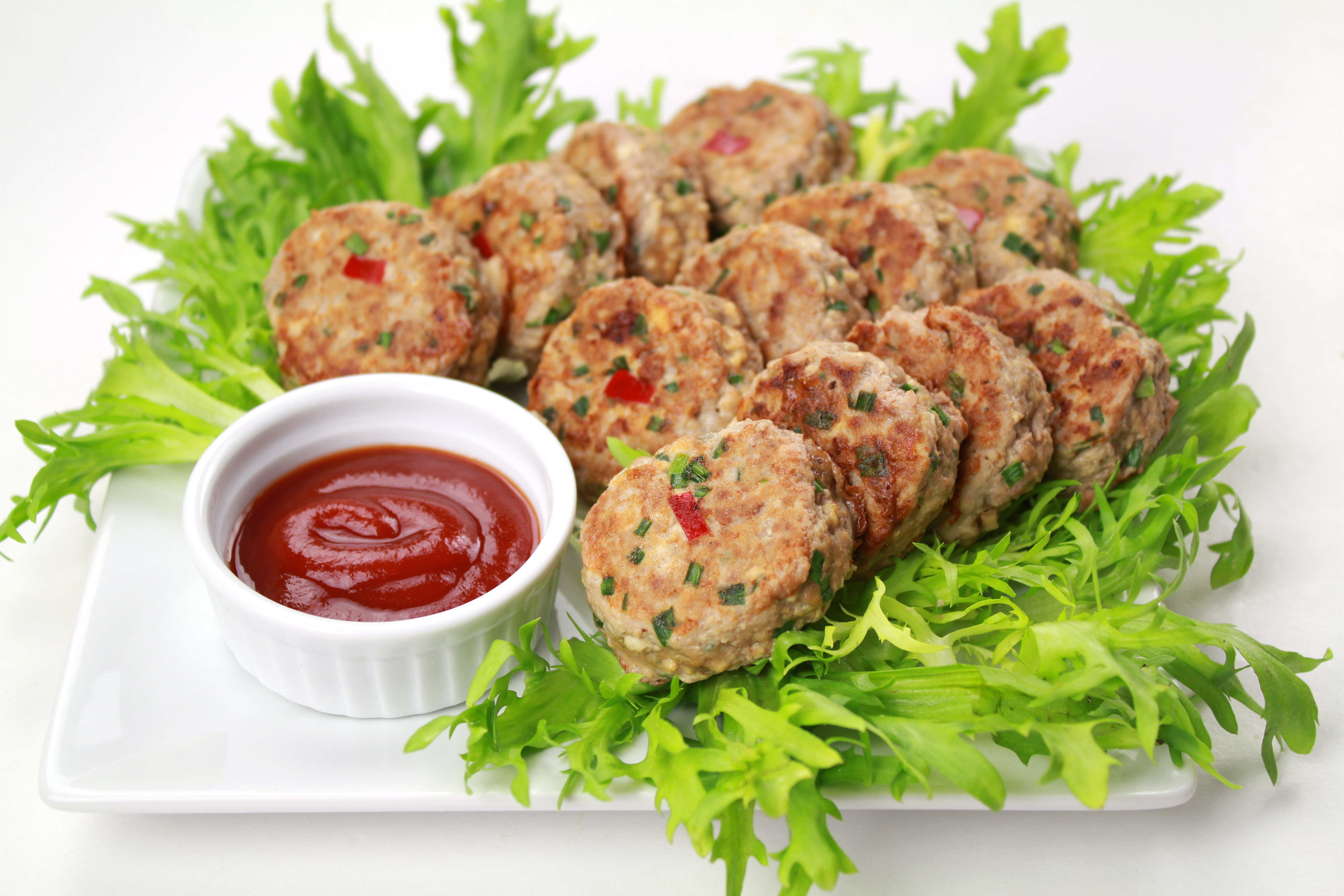
Donggeurangttaeng (thịt viên)
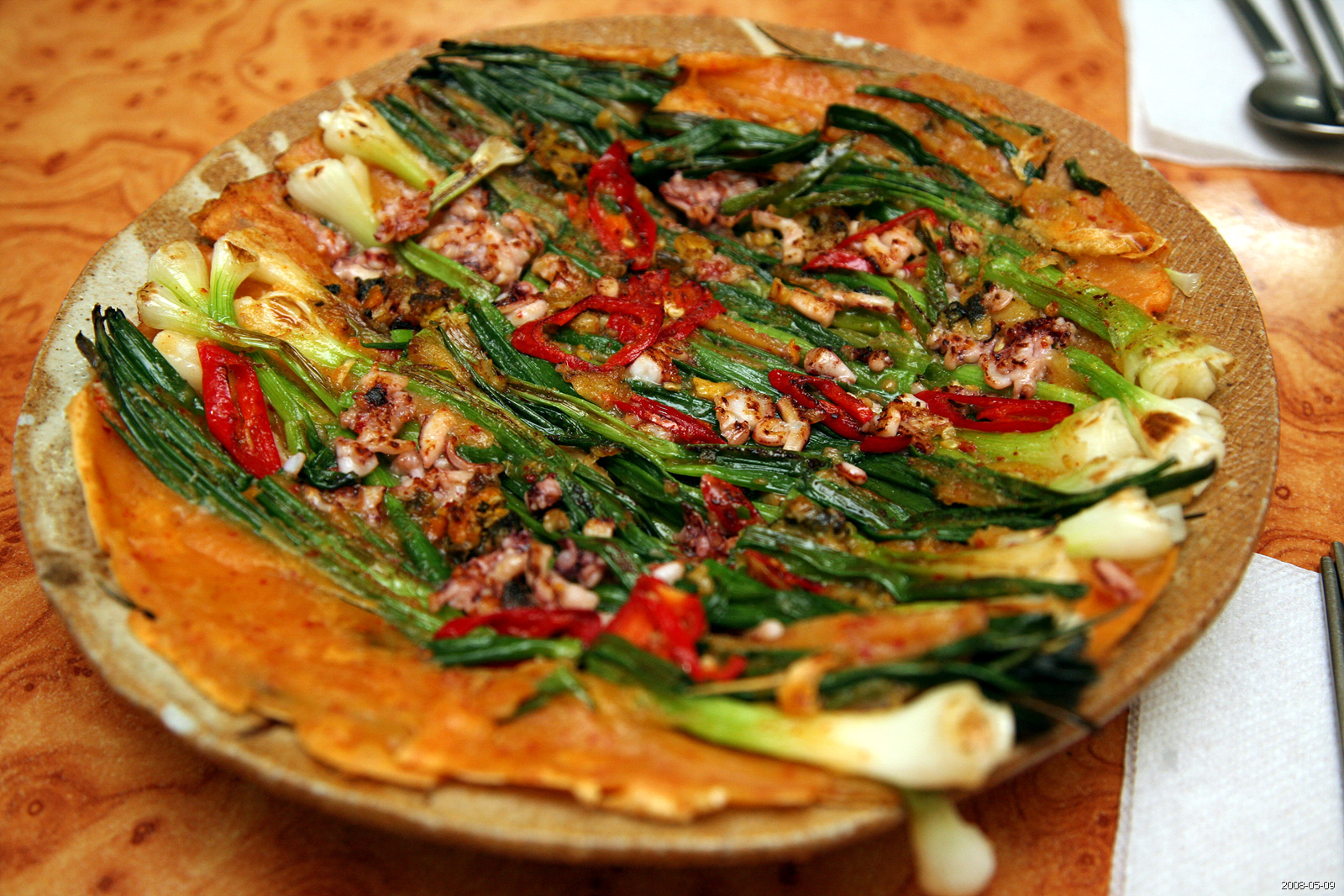
Dongnaepyeon (hành lá nguyên cây)
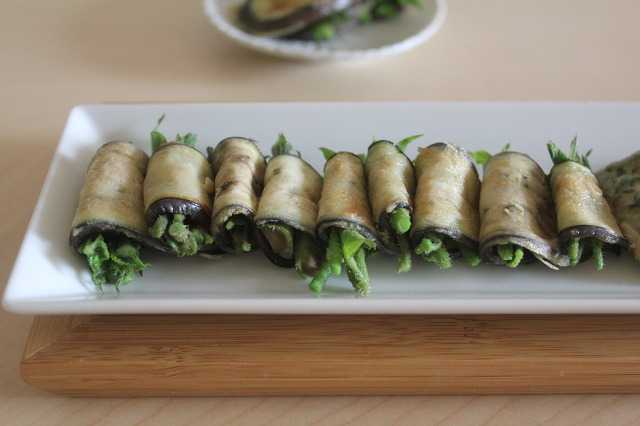
Dureupgajijeon
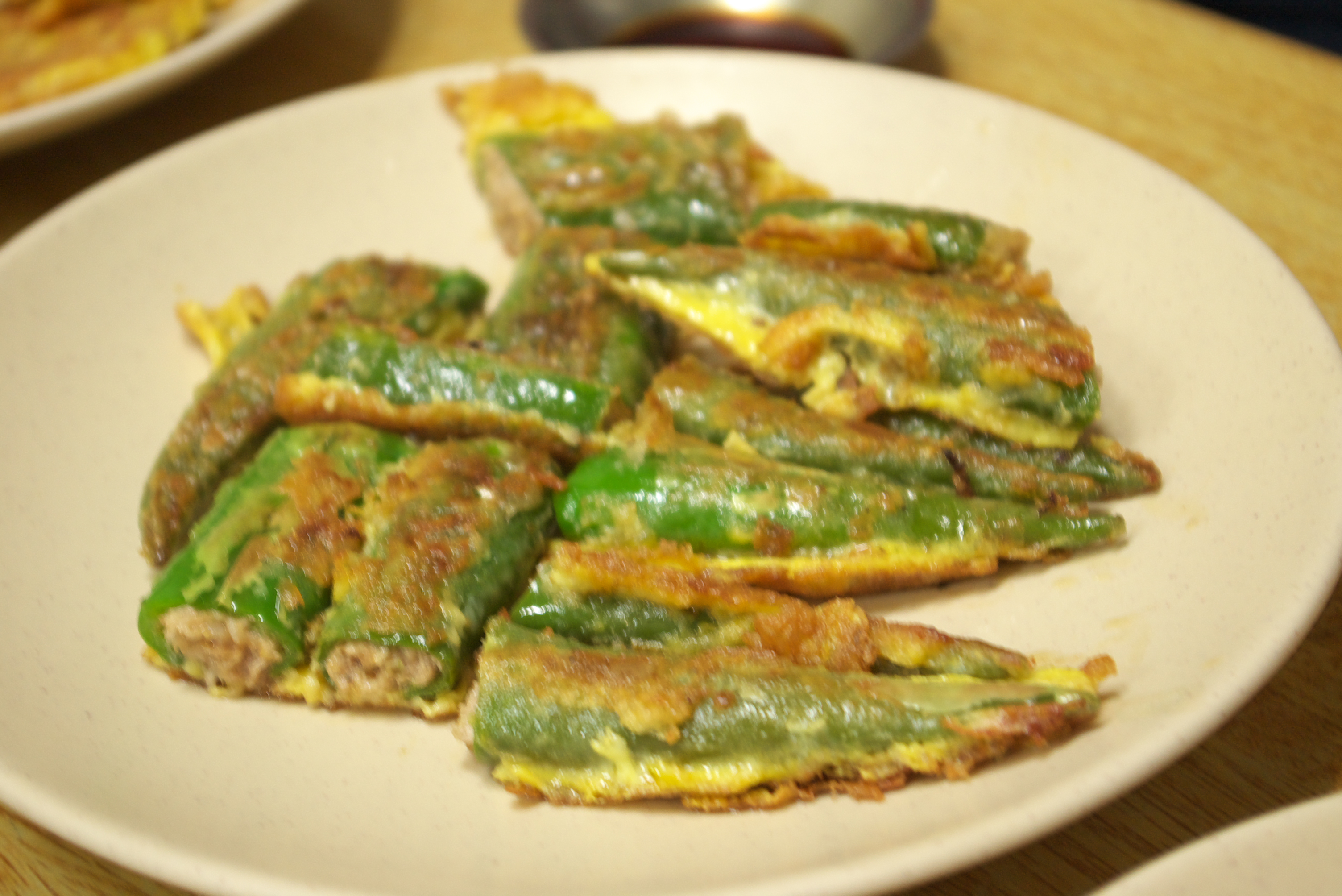
Gochujeon (ớt nhồi thịt)
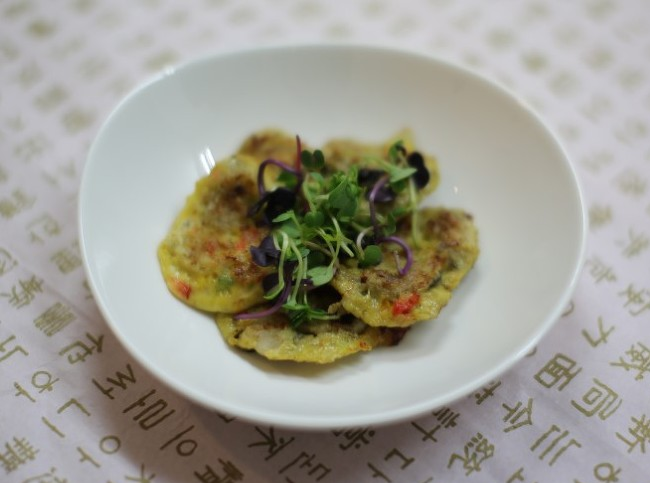
Guljeon (hàu)
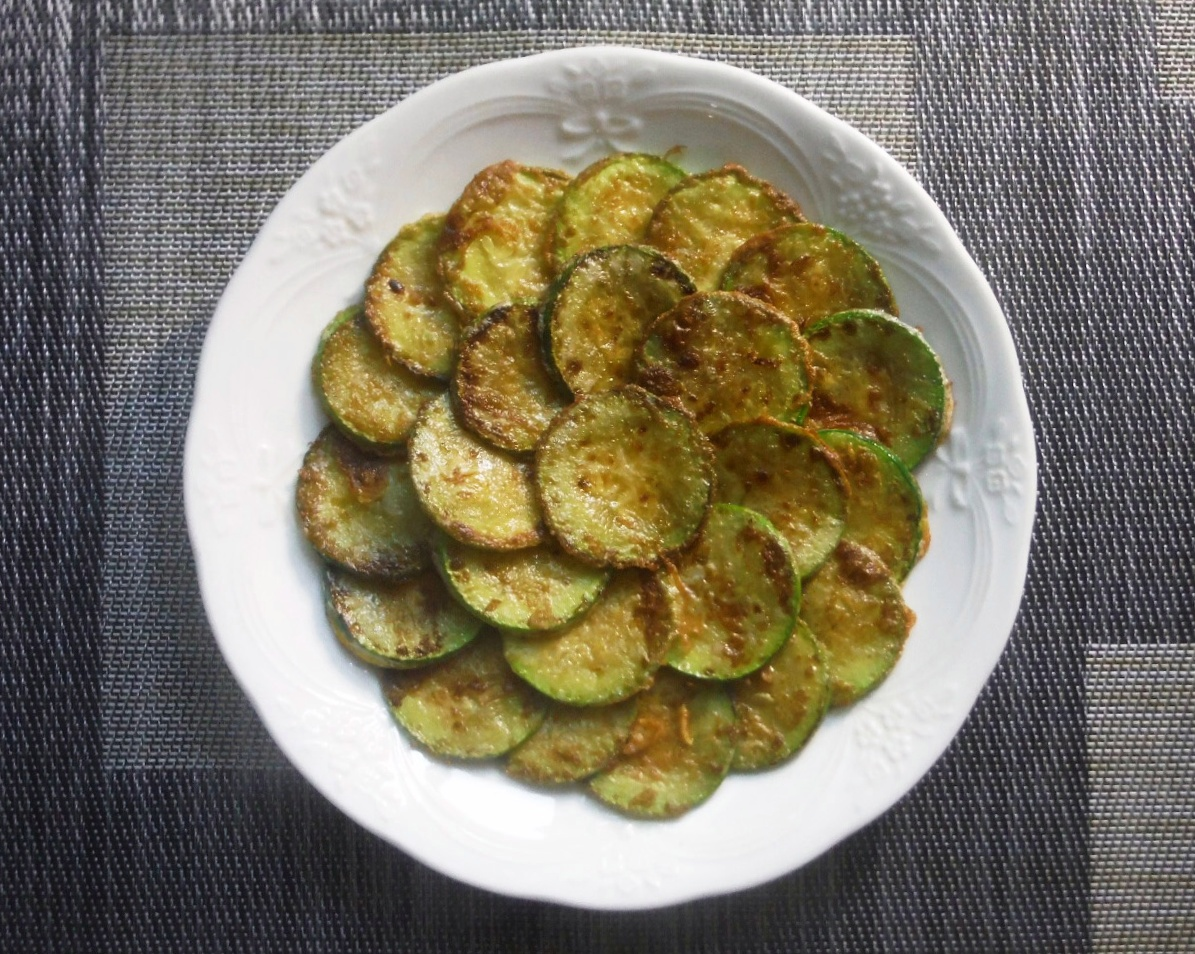
Hobakjeon (bí)
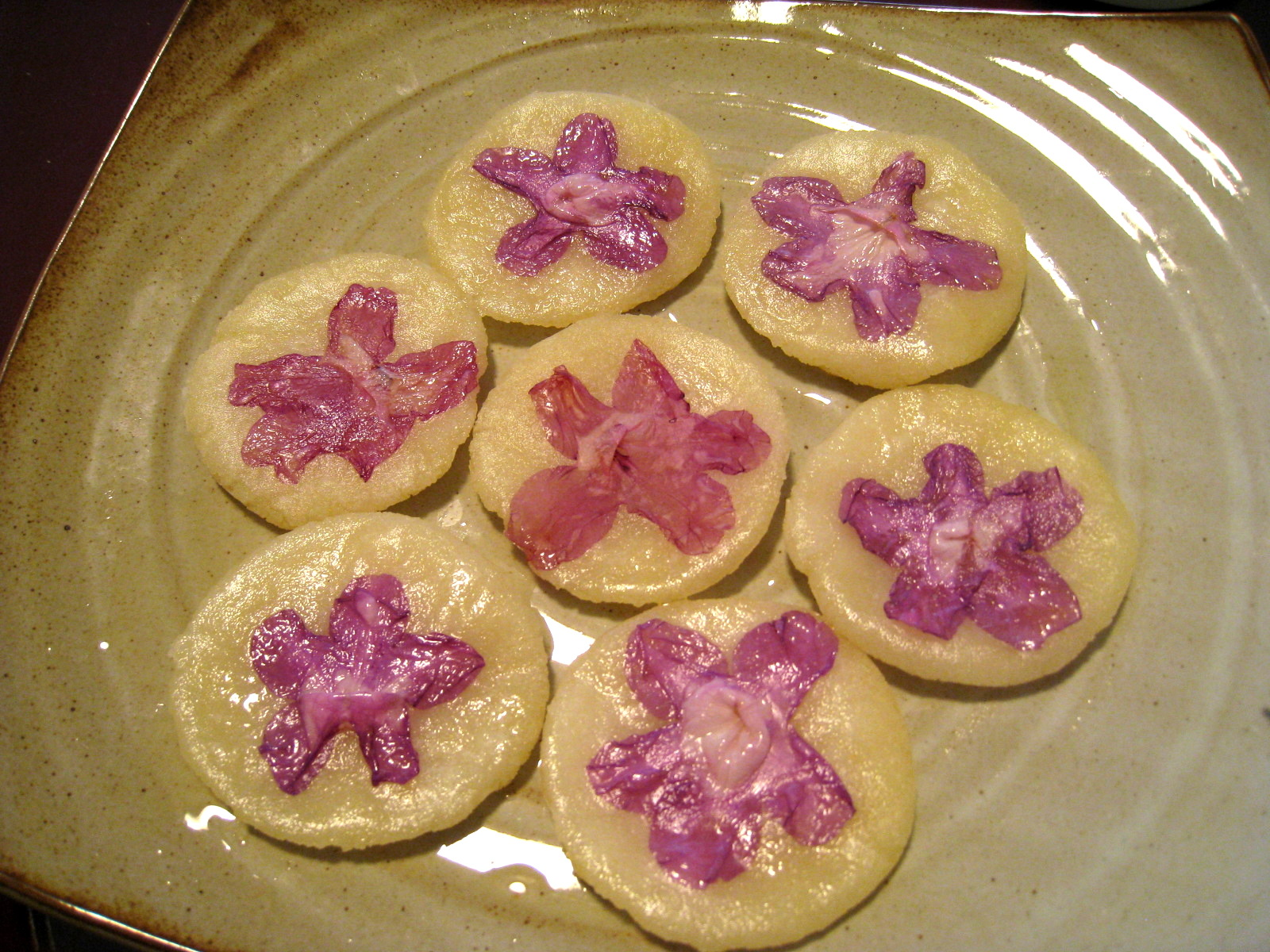
Hwajeon (bánh hoa)
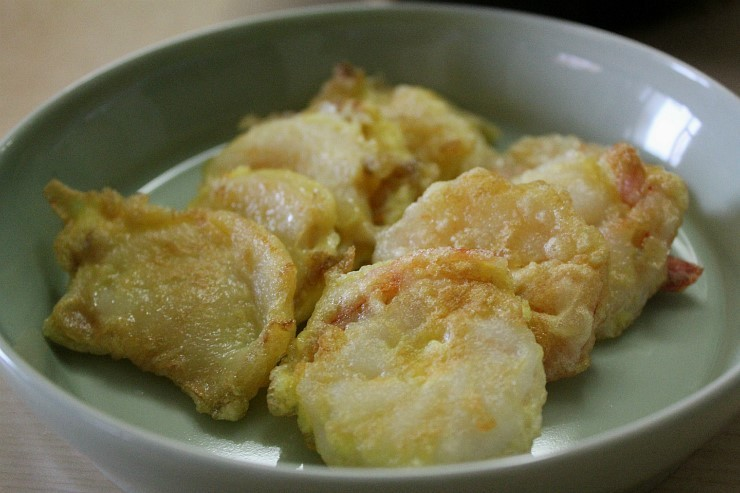
Jeonbokjeon (bào ngư)
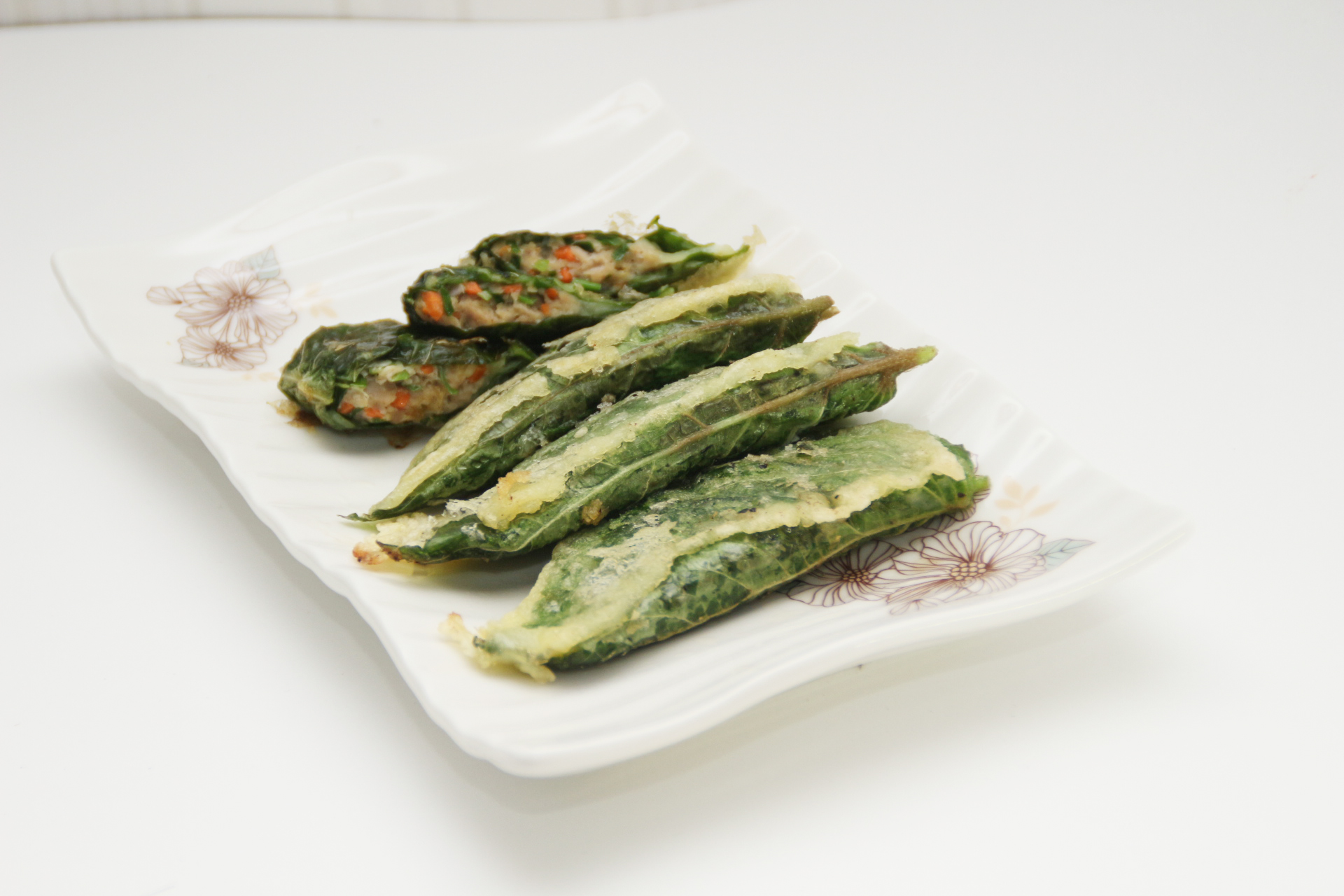
Kkaennipjeon ( tía tô)
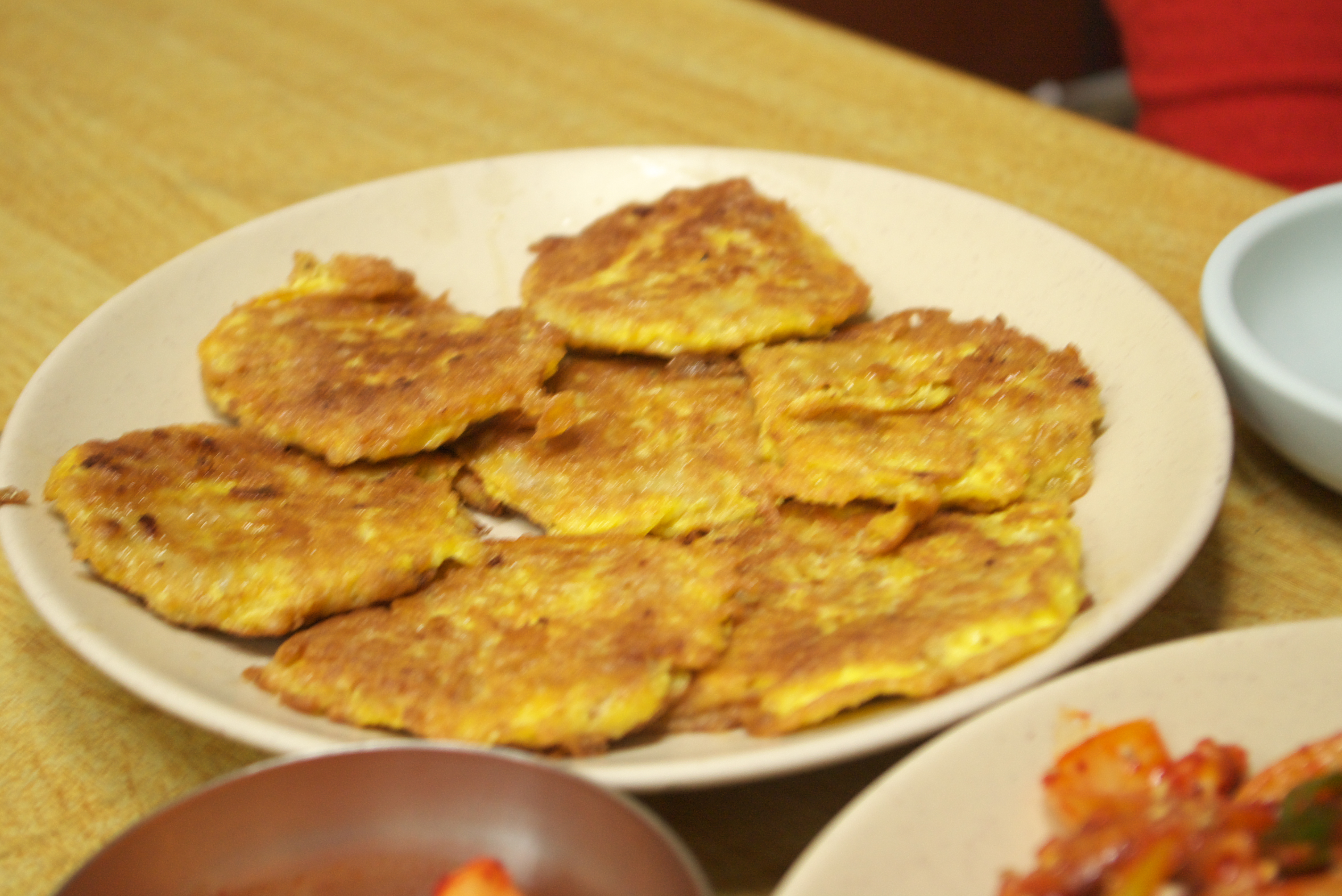
Saengseonjeon (cá)
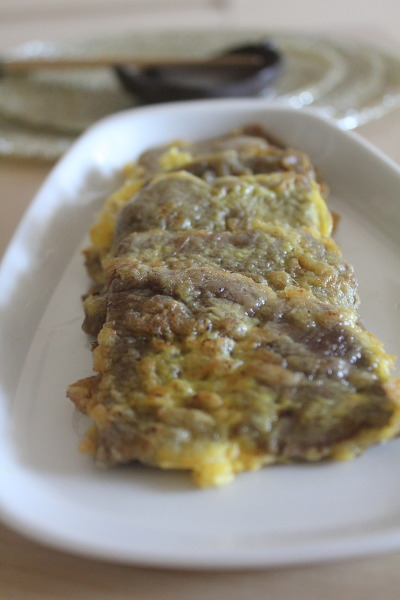
Yukjeon (thịt bò)